# Mount Everest
Mount Everest är jordens högsta berg mätt i meter över havet (m ö.h.). Berget ligger på gränsen mellan Nepal och Kina (Tibet) i bergskedjan Himalaya och är cirka 8 849 meter högt. Mount Everest bestegs första gången med säkerhet den 29 maj 1953 av Sir Edmund Hillary och Tenzing Norgay.  De flesta som bestiger berget använder sig av syrgastuber på sina toppattacker som startar från höghöjdslägren omkring 8 000 meter. Endast en bråkdel av alla klättrar utan tillförd syrgas.
I Nepal kallas berget Sagarmāthā  (सगरमाथा, sanskrit, "Himmelens huvud"). På tibetanska heter det Jo-mo glang-ma ri (tibetansk skrift: ཇོ་མོ་གླང་མ; Wylie: Jo mo klungs ma) ("Universums moder"), vilket har givit berget dess kinesiska namn: 珠穆朗瑪峰 (pinyin: Zhūmùlǎngmǎfēng). Även Chomolungma brukar anges i Tibet. Bergets första västerländska namn var Peak XV.

## Bergets höjd

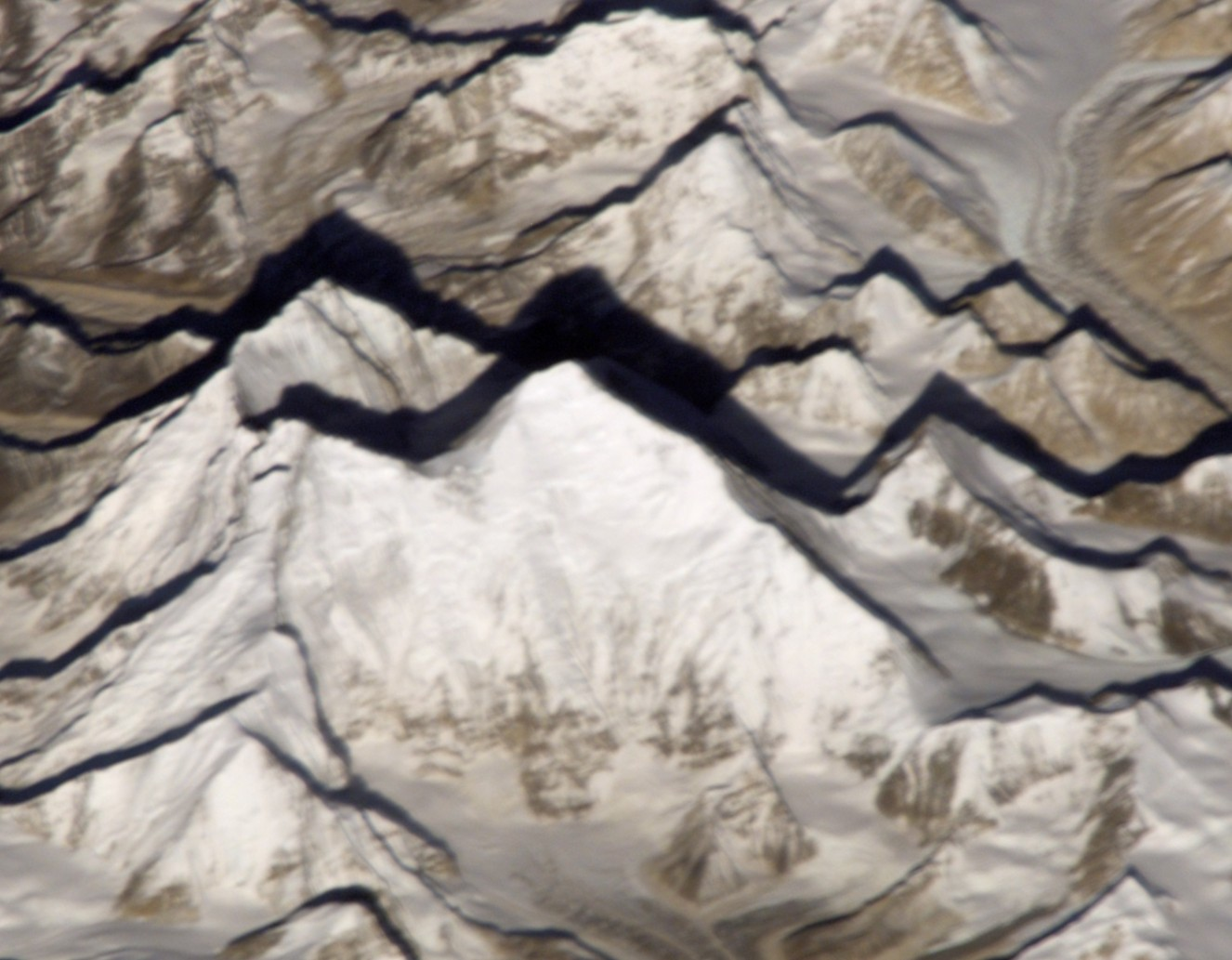
Mount Everest sett från rymden.

I mars 1856 kungjorde Andrew Waugh, generaldirektör för det indiska lantmäteriverket, att Mount Everest (då namngiven Peak XV) var 29 002 fot högt (8 839,8 meter). Det gjordes efter år av beräkningar baserade på observationer gjorda av Great Trigonometric Survey.
Höjden 8 848 meter över havet, som angetts länge, kommer från en indisk undersökning 1955, vilken gjordes närmare berget än de brittiska mätningarna kring 1850, även denna med hjälp av teodoliter. Denna höjd bekräftades senare av en kinesisk undersökning 1975. I båda dessa undersökningar mätte man höjden på snöhättan, inte själva berget.
I maj 1999 utförde en amerikansk forskargrupp, ledd av Bradford Washburn, en mätning med hjälp av GPS som visade att själva berget är 8 850 meter högt (med en snöhätta med en tjocklek av en meter).
Den 9 oktober 2005 meddelade Kina, efter månader av mätningar och beräkningar, att Mount Everests höjd är 8 844,43 meter över havet med en säkerhet av ±0,21 meter, och gjorde anspråk på att detta var den dittills mest precisa mätningen. Den höjden mättes till själva bergets höjd, inte med snöhättans höjd inräknad. Snöhättans höjd beräknades till 3,5 meter, vilket gav oförändrad totalhöjd jämfört med de gamla mätningarna på 8 848 meter över havet.
I april 2010 blev Kina och Nepal överens om att bergets höjd skulle inkludera snöhättan och då vara 8 848 meter.
Efter nya mätningar, av Nepal 2019 och Kina 2020, enades de båda länderna om den nya höjden 8 848,86 meter, avrundat till 8 849 meter. Höjden 8 848,86 meter inkluderar snöhättan.
Det kan tilläggas, att bergets höjd inte är konstant. Berget i sig ökar i höjd några millimeter varje år, beroende på plattektoniken, där den indiska plattan kolliderar med den eurasiska kontinentalplattan, och snöhättans tjocklek varierar med säsong och klimat. Därtill kommer att referenspunkten för höjden, havsnivån, också förändras.

### Jämförelser
Mount Everest är det berg i världen vars topp befinner sig högst över havsytan. Flera andra berg gör anspråk på att vara ett alternativ till världens högsta berg. Mauna Kea på Hawaii är det högsta berget i världen om man mäter från bergets fot, oavsett vilken av de olika definitionerna av "fot" man använder. Mauna Keas höjd är cirka 10 200 meter från den mittoceaniska bottnen och berget når 4 207 meter över havsytan.
Med avseende på avståndet mellan bergets fot och topp är också Denali i Alaska högre än Mount Everest, trots att berget inte är högre än 6 193,6 meter över havet. Denali ligger på en sluttande slätt med höjder mellan 300 och 900 meter, vilket ger en höjd över bergets fot mellan 5 300 och 5 900 meter. Avståndet mellan Mount Everests "fot" och topp är mellan 3 650 och 4 650 meter.
Chimborazo, en 6 310 meter hög inaktiv vulkan i Ecuador, har ett avstånd till jordens medelpunkt som gör Chimborazos topp till världens högst belägna plats. Detta trots att berget inte ens är högst i Anderna. Chimborazos topp befinner sig cirka 6 384,4 kilometer från jordens mittpunkt i jämförelse med Mount Everests cirka 6 382,3 kilometer (cirka 2,1 kilometers skillnad). Detta på grund av att jorden inte är formad som en sfär då jorden har en utbuktning vid ekvatorn orsakad av jordens rotation.

## Utbredning
En detaljerad fotogrammetrisk karta (skala 1:50 000) över Khumbu, omfattande bland annat södra sidan av Mount Everest, skapades av Erwin Schneider som en del av den internationella expeditionen till Himalaya 1955. En ännu mer detaljerad topografisk karta över Mount Everest skapades, under slutet av 1980-talet, av Bradford Washburn genom att använda omfattande flygfotografering till hjälp.
Plattektoniken i området antas orsaka att berget växer och rör sig i riktning mot nordost. Två rapporter uppger att berget växer med 4 millimeter årligen samt förflyttar sig mot nordost med mellan 3 och 6 millimeter varje år. En annan rapport menar att sidoförflyttningen är större, 27 millimeter årligen. En rapport pekar dock på att bergets totala höjd minskar om man ser till dess krympande snöhätta.

## Historia

### Indiens trigonometriska uppmätning
När det brittiska imperiet 1808 grundade Great Trigonometric Survey of India, för att kartlägga den indiska halvön och Himalaya, lades grunden till att hitta Mount Everest. Man startade i södra Indien och förflyttade sig successivt norrut, i takt med att mätningarna blev klara. Arbetet var mödosamt och tog lång tid. För att kunna mäta höjder så exakt som möjligt använde man 500 kg tunga teodoliter (som det krävdes 12 män för att kunna förflytta). Mätningarna kom under 1830-talet fram till Himalayas utlöpare, men Nepal var ovilligt att låta britterna att komma in i landet på grund av misstankar om politisk aggression och eventuell annektering. Flera förfrågningar från lantmätarna om att få komma in i Nepal blev avslagna.
Britterna blev då tvungna att fortsätta sina observationer från Terai, en region söder om Nepal som sträcker sig parallellt med Himalaya. Förhållandena i Terai var svåra på grund av skyfall och malaria. Totalt dog tre lantmätare i malaria medan två andra tvingades avbryta sitt arbete på grund av dålig hälsa.
Trots det började britterna 1847 att göra detaljerade observationer av bergen i Himalaya från observationsstationer som kunde ligga på upp till 240 kilometers avstånd. Vädret begränsade arbetet till de sista tre månaderna varje år.

#### Identifieringen som högsta berget
I november 1847 gjorde Andrew Waugh, generaldirektör för det indiska lantmäteriverket, ett antal observationer från stationen i Sawajpore, östra Himalaya. Vid den tiden ansågs Kangchenjunga vara världens högsta berg. Han noterade ett högt berg bortom Kangchenjunga, ungefär 230 kilometer bort. John Armstrong, en av Waughs tjänstemän, såg också berget från en plats längre västerut och kallade berget för "peak b". Waugh skulle senare skriva att observationerna indikerade att berget var högre än Kangchenjunga, men med tanke på det stora avståndet skulle det behövas mätningar från ett mindre avstånd för att kunna bekräfta det. Följande år skickade Waugh en tjänsteman tillbaka till Terai för att göra närmare observationer av "peak b", men molnighet omintetgjorde alla försök.
Waugh sände 1849 James Nicolson till området. Nicolson kunde göra två observationer från Jirol, på 190 kilometers avstånd. Nicolson tog sedan den största teodoliten och färdades österut. Han gjorde 30 observationer från fem olika platser, den närmaste 174 kilometer från berget.
Nicolson kom tillbaka till Patna, vid Ganges, för att göra de nödvändiga beräkningarna baserade på sina observationer. Hans primärdata gav en medelhöjd av 9 200 meter (30 000 fot) för "peak b", men tog inte hänsyn till ljusbrytning, som förvanskar höjden. Beräkningarna indikerade dock att "peak b" var högre än Kangchenjunga. Nicolson ådrog sig malaria och tvingades återvända hem utan att göra klart sina beräkningar. Michael Hennessy, en av Waughs assistenter, hade börjat namnge berg efter romerska siffror, med Kangchenjunga som Peak IX, medan "peak b" fick namnet Peak XV.
Under 1852 blev den indisk-bengaliske matematikern och lantmätaren Radhanath Sikdar, som var stationerad i Great Trigonometric Survey of Indias huvudkontor i Dehradun, den första att identifiera Peak XV som världens högsta berg, genom att använda trigonometriska beräkningar baserade på Nicolsons mätningar. Ett officiellt kungörande att Peak XV var världens högsta berg blev fördröjt flera år då beräkningarna kontrollerades flera gånger. Waugh började arbeta med Nicolsons data under 1854 och ägnade, tillsammans med sin personal, nästan två år med beräkningar som var tvungna att hantera problem med ljusbrytning, barometertryck och temperatur över de långa avstånd som förekom vid mätningarna. I mars 1856 kungjorde han till slut sina resultat i ett brev till sin ställföreträdare i Kolkata. Kangchenjunga blev uppmätt till 28 156 fot (8 582 meter över havet), medan Peak XV blev uppmätt till 29 002 fot (8 839,8 meter över havet). Waugh avslutade brevet med att Peak XV var "med största sannolikhet världens högsta". I själva verket hade Peak XV blivit uppmätt till exakt 29 000 fot (8 839,2 meter), men offentligt blivit angivet till 29 002 fot högt (8 839,8 meter). Det godtyckliga tillägget på två fot (61 centimeter) lades till för att man inte skulle få uppfattningen att man hade avrundat till närmaste tusental.

#### Namngivningen

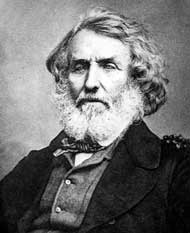
George Everest. Personen som Mount Everest är namngivet efter.

Med höjden fastställd var bergets namngivning nästa uppgift. Medan den officiella brittiska policyn för karteringen av Indien var att de inhemska namnen skulle bevaras om det var möjligt (exempelvis som Kangchenjunga och Dhaulagiri), menade Waugh att man inte kunde hitta något utbrett lokalt namn på berget. Waughs försök att hitta något lokalt namn hämmades av att Nepal och Tibet var stängda för utlänningar på den tiden. Många lokala namn fanns, men det kanske mest kända namnet var det som Tibet använt i flera hundra år, Chomolungma. Namnet Chomolungma hade redan använts på en karta som publicerades i Paris 1733 av den franske geografen D'Anville. Waugh hävdade likväl att det skulle bli svårt att välja ett namn bland de många som gick att finna. Slutligen tog han beslutet att Peak XV skulle namnges efter hans föregångare på posten som generaldirektör över landuppmätningen av Indien, George Everest. Han skrev:
| ”               | Jag blev lärd av min respekterade chef och tidigare innehavare av posten, överste Sir George Everest, att tilldela geografiska objekt deras sanna lokala eller inhemska namn. Men detta berg, troligen världens högsta, har inte något lokalt namn vad vi kan finna. Dess lokala benämning, om den har någon, kan sannolikt inte bli fastställd förrän vi tillåts komma in i Nepal. Under tiden åläggs mig privilegiet, ävensom plikten, att tilldela... ett namn varigenom berget kommer att bli känt bland medborgare och geografer och bli ett gängse ord bland civiliserade nationer. | „ |
| – Andrew Waugh, | |   |

Namngivningen av berget orsakade viss kontrovers då George Everest motsatte sig namnet som Waugh föreslog, Mount Everest. Everest berättade 1857 för Royal Geographical Society att namnet Everest inte skulle kunna skrivas i Hindi eller uttalas av de infödda i Indien. Waughs föreslagna namn blev trots motsättningarna officiellt antaget av Royal Geographical Society 1865 som benämning för världens högsta berg.
Till skillnad från det idag etablerade uttalet ˈɛvərɨst, ˈɛvrɨst, uttalade George Everest sitt namn /ˈiːvrɨst/.

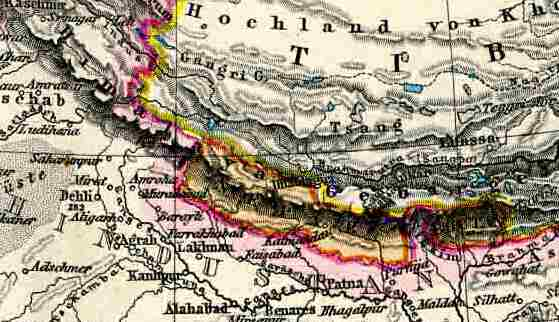
Bild ur den tyska atlasen Stielers Handatlas. Här är Mount Everest felaktigt namngiven till Gaurisankar.

Under slutet av 1800-talet (och första åren av 1900-talet) kallades berget av många europeiska kartografer felaktigt för Gaurisankar (Gauri Sankar). Detta som ett resultat av Hermann von Schlagintweits resa till Nepal 1855. Han trodde sig då ha funnit Mount Everest i berget Gauri Sankar, som när man ser det från Kathmandu nästan står rakt framför Mount Everest. Efter detta ansågs namnen beteckna samma berg. De brittiska officerarna Walker, Tennant och Tanner lade 1886 fram sina tvivel om identiteten för Mount Everest och Gauri Sankar. Oenigheten blev avgjord 1904 av kapten H. Wood, som genom sina noggranna mätningar under 1903 kunde visa att det var frågan som två olika berg.

### Tidiga expeditioner
Under 1903–1904 invaderades Tibet av en brittisk expedition ledd av Francis Younghusband, för att tvinga landet att öppna sina gränser och bevilja ett (för britterna) förmånligt handelsavtal. Under denna "expedition" tog J. Claude White 1904 det första fotografiet av berget som visar detaljer. Bilden visar bergets östra sida och är tagen från Kampa Dzong (cirka 150 kilometer från Mount Everest).
Intresset bland äventyrare att bestiga Mount Everest var efter upptäckten av berget inte särskilt stor. Anledningen var att det fanns andra geografiska platser som man hade som mål att nå först, samt det faktum att både Nepals och Tibets gränser var stängda för utlänningar. Efter att nordpolen "erövrats" av Peary 1909 och sydpolen 1911 av Amundsen ökade dock intresset.
Den brittisk-indiska tibetologen Charles Bell, som var god vän med Thubten Gyatso (den trettonde Dalai lama), lyckades 1920 få den tibetanska regeringen att tillåta en brittisk expedition att komma in i landet.

#### Brittiska expeditioner (1921–1924)

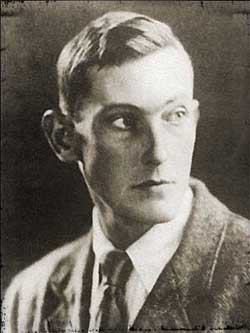
George Mallory.

Den första brittiska expeditionen, under ledning av överste Charles Howard-Bury och klättringsledare Harold Raeburnvar, nådde 1921 berget från den tibetanska sidan. Expeditionen bestod, vid sidan av ledarna, av George Mallory, Brian Donahue, Guy Bullock och Edward Oliver Wheeler. Expeditionens huvudsakliga uppgift var att kartlägga och rekognosera om det fanns någon möjlig led upp till toppen från nordsidan. De fann vägen till North Col, som senare kom att bli standardleden på nordsidan, och nådde 7 066 meters höjd.
Den andra brittiska expeditionen kom 1922 till berget, under ledning av general Charles Granville Bruce och klättringsledare överstelöjtnant Edward Lisle Strutt. I övriga gruppen fanns bland annat George Mallory, som återvände till berget för att göra ett fullskaligt försök att bestiga det. Den 22 maj klättrade gruppen upp till 8 170 meters höjd på North East Ridge innan de tvingades vända. Dagen efter, den 23 maj, nådde George Finch och Geoffrey Bruce 8 321 meter över havet. Deras toppförsök var det första med hjälp av syrgas. Den 7 juni ledde George Mallory ett tredje toppförsök, i vilken sju sherpor omkom i en lavin. Dessa blev de första rapporterade dödsfallen på Mount Everest.
George Mallory, som varit med i de båda brittiska expeditionerna till Mount Everest, fick 1923 en fråga av en journalist, som tack vare svaret har blivit klassiskt: Varför vill du bestiga Mount Everest? (Why did you want to climb Mount Everest?) varpå Mallory svarade: För att berget är där. (Because it is there.)
Den tredje brittiska expeditionen genomfördes under 1924 och var ledd av Edward Norton. Det första toppförsöket, som gjordes av Mallory och Bruce, blev avbrutet när väderförhållandena förhindrade upprättandet av Camp VI. Nästa försök gjordes av Norton och Somervell som klättrade utan syrgas i perfekt väder. Somervell tvingades avbryta toppförsöket medan Norton lyckades nå 8 558 meter över havet. Den 8 juni gjorde George Mallory och Andrew Irvine ett försök att nå toppen via North Col/North Ridge/Northeast Ridge, i ett försök som de aldrig återvände från. Den 1 maj 1999 hittade Mallory and Irvine Research Expedition Mallorys kropp på Mount Everests norra sida, väster om den traditionella platsen för Camp VI. Än idag fortsätter diskussionerna om Mallory och Irvine möjligen kan ha nått toppen 29 år före Tenzing Norgay och Sir Edmund Hillary.

#### Schweiziska expeditionen 1952
Under våren 1952 blev en schweizisk klättringsgrupp, ledd av Edouard Wyss-Dunant, beviljad att bestiga berget från Nepal. Expeditionen etablerade en ny led via Khumbuglaciären och kom till South Col, 7 986 meter över havet. Raymond Lambert och sherpan Tenzing Norgay nådde en höjd av cirka 8 595 meter över havet på southeast ridge, och satte därmed ett nytt höjdrekord. Tenzings erfarenheter av denna expedition skulle senare bli användbar när han anlitades för att bli en del av den brittiska expeditionen 1953.

### Brittiska expeditionen 1953 – Hillary och Norgay

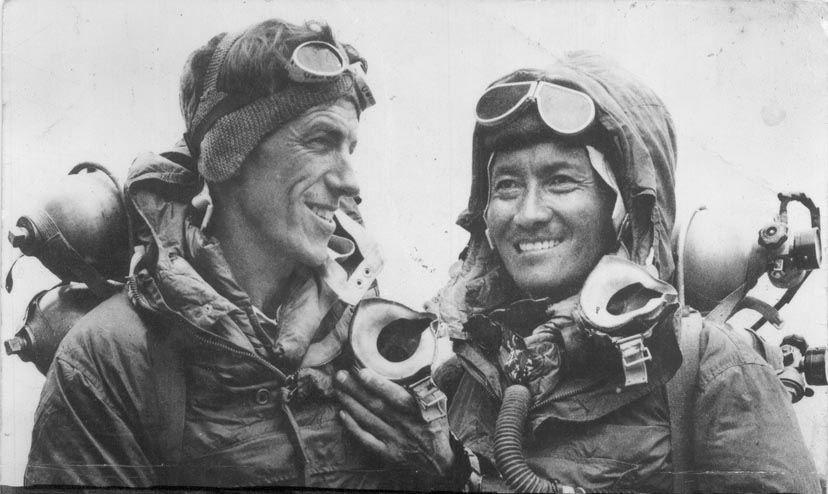
Edmund Hillary och Tenzing Norgay efter bestigningen av Mount Everest, 1953.

Den nionde brittiska expeditionen till Mount Everest, ledd av överste John Hunt, nådde 1953 Nepals sida av berget. Hunt hade valt ut två klättringspar till att försöka nå toppen. Det första klättringsparet (bestående av Charles Evans och Tom Bourdillon) nådde den 26 maj, efter svår klättring i nästan stormvindar, Sydtoppen (8 770 meter över havet) innan de tvingades vända på grund av utmattning och att lufttuberna höll på att ta slut.
Den 28 maj sattes ett tält upp på 8 510 meters höjd av fem personer, av dessa ingick även det andra klättringsparet bestående av nyzeeländaren Edmund Hillary och sherpan Tenzing Norgay. Hillary och Norgay stannar kvar där under natten medan de andra tre (George Lowe, Alfred Gregory och Ang Nyima) återvände ner till lägre liggande baser igen. Den följande morgonen, klockan 6:30, gav sig Hillary och Norgay iväg. De två nådde klockan nio på förmiddagen sydtoppen. Runt klockan tio kom de fram till den sista problematiska biten av klättringen, en cirka 12 meter hög nästan vertikal bergvägg, nuförtiden kallad Hillary Step, cirka 8 760 meter över havet. Klockan 11:30 kom de till slut fram till Mount Everest huvudtopp, 8 848 meter över havet. Totalt stannade de på toppen under en kvart, innan de återvände neråt.
Nyheten om expeditionens framgång nådde London på morgonen den 2 juni, samma dag som kröningen av Elizabeth II ägde rum. Tillbaka i Katmandu ett par dagar senare upptäckte Hunt (engelsman) och Hillary (som undersåte av Elizabeth, genom hennes roll som statschef över Nya Zeeland) att de hade blivit adlade in i Brittiska Imperieorden som Knight Commander (Kommendör av 1 klass), tack vare den lyckade bestigningen. Tenzing (undersåte till Nepals kung) blev tilldelad George Medal av Storbritannien. Bestigningen fick stor internationell uppmärksamhet.

### Senare händelser

#### Första bestigningen utan hjälp av syrgas
Reinhold Messner (Italien) och Peter Habeler (Österrike) blev den 8 maj 1978 de första att bestiga Mount Everest utan syrgas, genom sin bestigning via southeast ridge.
Den 20 augusti 1980 gjorde Messner den första solobestigningen av Mount Everest, utan syrgas eller hjälp, på en delvis ny led på nordsidan. Han klättrade under tre dagar helt ensam från sitt basläger, som ligger 6 500 meter över havet.

#### Första bestigningen vintertid
Den 17 februari 1980 blev en polsk bergsklättringsgrupp ledd av Andrzej Zawada, Leszek Cichy och Krzysztof Wielicki den första att nå toppen vintertid.

#### Katastrofen 1996
Under klättringssäsongen 1996 dog 15 personer när de försökte ta sig ner från toppen, vilket gör året till det med flest dödsfall på Mount Everest. Åtta av dödsfallen inträffade den 10 maj. Under dagen hade turister kommit fram till toppen så sent som klockan fyra på eftermiddagen, betydligt senare än lämpligt. När en kraftig storm tog vid blev nerstigningen mycket svår. På grund av mörkret och snöovädret gick många av klättrarna vilse. Bland dem som dog fanns expeditionsledarna Rob Hall och Scott Fischer. Många av dem som överlevde fick svåra förfrysningsskador. Katastrofen fick stor uppmärksamhet och skapade frågor om kommersialiseringen av Mount Everest.

#### Helikopterlandning
Den 14 maj 2005 landade den franska piloten Didier Delsalle en Eurocopter AS 350 B3 helikopter på Mount Everests topp och lyfte efter ungefär fyra minuter. Han satte därmed höjdrekord för rotordrivna farkoster att landa och lyfta. Delsalle hade också utfört en start från South Col två dagar tidigare.

#### Olympiska elden
Kina lät den olympiska fackelstafetten gå över Mount Everest på vägen fram till olympiska sommarspelen 2008 i Peking. Det rörde sig dock om en separat eld, den egentliga facklan färdades en annan rutt. En grupp av 36 fackelbärande kinesiska och tibetanska klättrare besteg den 8 maj berget för att ta OS-facklan till toppen i en fackelstafett. Stafetten visades i direktsänd TV. Inför detta hade Kina byggt en 130 kilometer lång grusväg från Tingri till baslägret, allt för att öka antalet klättrare från bergets nordsida. Den skulle bli den högst belägna asfalterade vägen i världen. Bygget startade den 18 juni 2007 och beräknades kosta 150 miljoner yuan (19,7 miljoner US-dollar).

#### Olika rekord
Den första kvinnan att bestiga Mount Everest var den japanska bergsbestigaren Junko Tabei, som besteg berget den 16 maj 1975.
Den yngsta personen som bestigit Mount Everest är Jordan Romero, som var 13 år gammal när han besteg berget. Apa Sherpa har rekordet i flest antal bestigningar av Mount Everest med sina 20 bestigningar (maj 2010).
Den snabbaste bestigningen över northeast ridge fullbordades av den österrikiska klättraren Christian Stangl 2007, som behövde 16 timmar och 42 minuter för att ta sig de 10 kilometerna från Camp III till toppen. Han slog därmed italienaren Hans Kammerlanders rekord från 1996, 17 timmar. Båda klättrade ensamma utan medtagen syrgas. Den snabbaste bestigningen av southeast ridge med syrgas gjordes av nepalesen Pemba Dorjie Sherpa 2004, som behövde 8 timmar och 10 minuter för den 17 kilometer långa leden. Den snabbaste bestigningen utan medtagen syrgas över southeast ridge fullbordades 1988 av den franska klättraren Marc Batard, som behövde 22 timmar och 30 minuter att nå toppen.
Den första att ta sig ner från Mount Everests topp non-stop med hjälp av skidor var Davo Karnicar den 7 oktober 2000. Han åkte ner på sydsidan och tog sig till baslägret utan att ta av sig skidorna en enda gång.
Den äldsta klättraren att nå Mount Everests topp är japanen Yuichiro Miura som nådde toppen den 23 maj 2013 vid en ålder av 80 år och 223 dagar.

#### Jordbävningen i Nepal 2015
Jordbävningen som inträffade den 25 april 2015 utlöste flera laviner på Mount Everest där minst 17 människor uppgavs ha omkommit.

## Leder

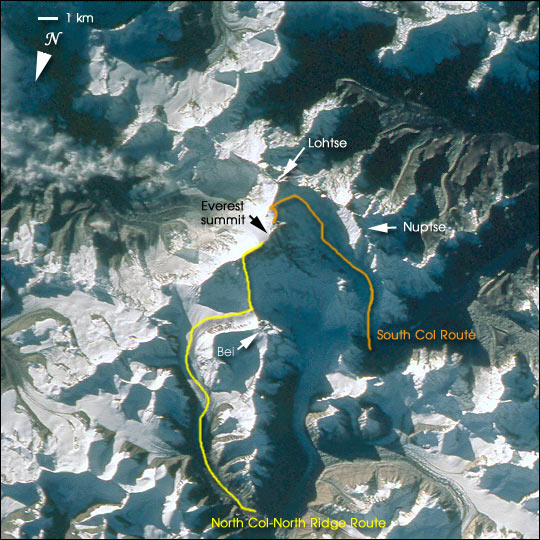
South Col route (från höger) och North Col/Ridge route (från nederkanten). Fotot är taget från STS058.

Mount Everest har bestigits via 18 olika leder eller kombinationer av leder. Berget har dock två huvudleder, southeast ridge i Nepal och northeast ridge i Tibet, Kina. Av de två huvudlederna är Southeast ridge tekniskt sett mer lättbestigen, och är den mest använda. Det var denna led som Edmund Hillary och Tenzing Norgay använde när de besteg berget 1953.
De flesta bestigningarna sker under maj, innan monsunen inträffar.

### South East Ridge/South Col (Sydostkammen/Sydpasset)
Den mest använda leden, vilken går från den nepalesiska sidan via Khumbu-isfallet och sedan vidare upp i Stillhetens dal (Western Cwm) och via den mycket isiga och farliga Lhotse-väggen. Det sista lägret är läger 4 på South Col (7 906 meter över havet), där det återstår 8–14 timmars klättring till toppen. Leden användes av Sir Edmund Hillary och Tenzing Norgay 1953.

### North East Ridge/North Col (Nordostkammen/Nordpasset)
De flesta som klättrar från nordsidan väljer North East Ridge/North Col. Den användes 1960 av Yin-hua Chu, Fu-zhou Wang och Konbu som blev de första att bestiga berget från nordsidan. Baslägret ligger på Rongbukglaciären på den tibetanska högplatån och går att nå med jeep. Sedan får man vandra i moränlandskapet fram till bergets fot för att sedan klättra upp till North Col och därefter upp på North East Ridge där läger 4 finns på 8 300 meter över havet. Därifrån görs attackerna mot toppen. Många föredrar idag nordsidan då den är enklare att nå och billigare att klättra.

### Fantasy Ridge (Fantasikammen)
Är en obestigen bergsrygg som namngavs på 1920-talet av George Leigh Mallory som ansåg att man endast i fantasin kunde bestiga berget via den leden. Många expeditioner har genom åren försökt nå toppen via Fantasy Ridge men misslyckats. Leden är en bergsrygg som går från östsidan av berget upp på North East Ridge.

### South West Face (Sydvästväggen)
En av bergets svåraste leder. Leden startar i baslägret för standardleden via South East Ridge men tar av i Stillhetens dal (Western Cwm) för att sedan gå in på South West Face. 1969 inleddes kampen om South West Face som skulle avslutas först sex år senare. Leden erbjöd extrem klättring på extrem höjd. Problemet skulle visa sig vara att ta sig förbi det så kallade "rock band" på cirka 8 700 meters höjd. 1975 fann Christian Boningtons expedition vägen förbi det hindret och nådde toppen. 15 klättrare har nått toppen via leden och fyra klättrare har omkommit.

### Hornbein Couloir/Super Couloir/Japanese Couloir
En led som går rätt uppför Nordväggen lite väster om North Wall Direct Route. Leden går uppför den mycket oförutsägbara Nordväggen. Leden är uppkallad efter Tom Hornbein som 1963 under den amerikanska expeditionen vek av från West Ridge ner på Nordväggen och därefter klättrade på Nordväggen upp till toppen. Den led som idag kallas Hornbein Couloir/Super Couloir startar på Rongbukglaciären för att sedan ansluta till Nordväggen och sedan leda upp till Hornbein Couloir. Den led som idag används klättrades 1980 av japaner vilka gav leden namnet Japanese Couloir. Leden som är en kombination av Japanese Couloir och Hornbein Couloir kallas numera oftast Super Couloir. Totalt har sju klättrare nått toppen via leden och fyra klättrare har omkommit.

## Risker
Det är mycket farligt att klättra på Mount Everest på grund av risker för bland annat fall, laviner, fallande sten, höjdsjuka och förfrysning. Det är mycket svårt och riskabelt att genomföra räddningsaktioner för de som är skadade och inte kan ta sig ner för egen maskin. Eftersom förhållandena på berget är svåra lämnas döda oftast kvar då det är svårt att få ner liken. Detta gör att man längs de vanligaste lederna kan se döda kroppar.

### Dödszonen
Även om villkoren att klassificera ett område som en dödszon tillämpas på Mount Everest (höjder högre än 8 000 meter över havet), är det märkbart svårare för en klättrare att överleva vid dödszonen på Mount Everest. Temperaturerna kan sjunka till mycket låga nivåer, vilket leder till förfrysning av vilken kroppsdel som helst som blottas för luften. Eftersom temperaturerna är så låga, är snön väl fryst i vissa områden och halka och fall kan leda till dödsfall. Höga vindar på dessa höjder på Everest är även dessa potentiella hot mot klättrare. Det atmosfäriska trycket på toppen av Everest är ungefär en tredjedel av havsnivåns tryck, vilket betyder att det finns ungefär en tredjedel så mycket syre tillgängligt för andning som vid havsnivån.
I maj 2007 gjorde brittiska läkare en expedition, Caudwell Xtreme Everest, på Mount Everest för att göra en medicinsk studie om syrenivåer i människans blod på extrema höjder. Över 200 försökspersoner klättrade till Everests basläger där olika medicinska test gjordes för att granska syrenivåer i blodet. En liten grupp gjorde även tester på vägen till toppen.
Även vid baslägret har den låga nivån av syre direkta effekter på blodets syremättnadsnivåer. Vid havets nivå är dessa vanligtvis mellan 98 procent och 99 procent, men vid baslägret faller detta till mellan 85 procent och 87 procent. Blodprover tagna på toppen indikerar mycket låga nivåer av syre. En bieffekt av detta är en kraftig ökad andning, från 20–30 andetag per minut till 80–90 andetag, vilket leder till utmattning genom att bara andas.
Bristen på syre, utmattning, extrem kyla och klättringens faror bidrar alla till dödssiffran. En person som är så skadad att han inte kan gå själv har allvarliga problem eftersom det oftast är extremt riskabelt att pröva att bära en person ner, och allmänt orealistiskt att använda en helikopter.
Folk som dör under klättringen lämnas vanligtvis kvar. Omkring 150 kroppar har aldrig återfunnits. Det är inte ovanligt att hitta lik nära de vanliga klättringslederna.

## Flora och fauna
På grund av den stora höjden är lufttrycket på Mount Everest endast 326 mbar, knappt en tredjedel av lufttrycket vid havsytan (vilket också gör att det finns ungefär en tredjedel så mycket syre som vid havsytan). Därför ligger kokpunkten för vatten redan vid 70 grader Celsius vid Mount Everests topp, istället för normala 100 grader Celsius vid havsytan. Därtill gör stora temperaturvariationer och kraftig vind att bara några få djurarter klarar av att leva på berget. 
Euophrys omnisuperstes, en liten hoppspindel, hittades så högt som 6 700 meter över havet av R.W.G. Hingston 1924, vilket gör den till det permanent högst levande, icke mikroskopiska, djuret på jorden. Vad dess födokälla är var länge ett mysterium. Den ligger och lurar i sprickor och får sin föda från ihjälfrusna flugor och hoppstjärtar, som lever på en höjd upp till 6 000 meter över havet som förts upp av vinden. Det bör påpekas att det med stor sannolikhet även finns mikroskopiskt liv på ännu högre höjder.
Av ryggradsdjuren är det bara några få fågelarter som klarar av att permanent bo på den höga höjden. Stripgåsen håller till på höjder upp till 5 600 meter över havet, medan andra, likt alpkråkan har setts så högt upp som South Col (7 920 meter över havet). Fåglarna tros leva av skräphögar, eller till och med av döda klättrare. När man hittade George Mallorys kropp, på cirka 8 160 meters höjd, fann man att fåglar antagligen hade ätit av den.
Växtlighet finns inte alls på glaciärerna, eller de övre delarna av berget. På den brittiska expeditionen 1924 samlades olika arter av lavar in på mellan 4 600 och 5 500 meters höjd. Därefter kunde R. Paulson 1925 bevisa att det handlade om 30 olika arter.

## Svenskar som nått toppen
Den 11 maj 1990 blev Mikael Reuterswärd den förste svensken att nå toppen. Han gjorde det tillsammans med Tim Macartney-Snape och Andy Lapkass. Oskar Kihlborg nådde toppen 7 timmar senare samma dag. Han ingick i en mindre expedition tillsammans med Rob Hall (hans första bestigning) som besteg berget längs South East ridge. I expeditionen ingick bland annat sonen till Sir Edmund Hillary, Peter Hillary, som lyckades nå toppen den 10 maj. År 1989 hade samma grupp gjort ett första försök men stoppades på grund av dåligt väder.
Året efter, den 20 maj, besteg Lars Cronlund berget från nordsidan, via den mycket krävande Super Couloir-leden. Två sherpas som var med i denna svenska expedition, ledd av Jack Berg, hade redan fem dagar innan nått toppen. Expeditionen som följde Japanese Couloir och Hornbein Couloir blev en revansch för Lars Cronlund som år 1987 deltog i Ebbe Wahlunds expedition men tvingades vända några hundra meter innan målet på North East Ridge (standardleden).
Den 23 maj 1996 besteg Göran Kropp toppen som första svensk som inte använde syrgas. 
Renata Chlumska blev den första svenska kvinnan att nå toppen, den 5 maj 1999. Hon ingick i Swedish Mount Everest Cleaning Expedition, som leddes av Göran Kropp. Eftersom hon har dubbelt medborgarskap blev hon även den första tjeckiska som bestigit berget. Den 26 maj samma år blev Tina Sjögren den andra svenska kvinnan på toppen. Hon besteg berget tillsammans med sin man Thomas Sjögren. De ingick i årets International Everest Spring Expedition. Båda expeditioner under 1999 följde Sydostkammen.
Den 16 maj 2006 nådde skidåkaren och äventyraren Tomas Olsson toppen tillsammans med den norske extremskidåkaren Tormod Granheim. De skulle bli de första i världen att åka skidor utför den branta Norton Couloir på Everests nordsida. När de tagit sig ned till 8 500 meters höjd, föll Olsson när han firade ner sig för en 50 meter hög klippavsats i Norton Coulior. Den 20 maj stod det klart att Olsson omkommit vid fallet. Hans kropp hittades på 6 700 meters höjd. Tidigare på dagen den 16 maj nådde Martin Letzter och Olof Sundström toppen, som tionde och elfte svenskar, via Nordryggen, och åkte delvis skidor ner samma väg till ABC på nordsidan och blev därmed första svenskar att åka skidor nedför Mount Everest. Båda två deltog senare i sökarbetet efter Tomas Olsson. Den 26 november 2006 blev Sundström och Letzter de första i världen som åkt skidor ner för samtliga de sju berg som ingår i de så kallade Seven summits; den högsta bergstoppen i varje världsdel. De avslutade på Mount Vinson på Antarktis.
Den 25 maj 2006 nådde Fredrik Sträng toppen, den första i hans projekt 7+7+7 där han inom sju månader besteg samtliga toppar i Seven summits.
Den 20 maj 2011 besteg Annelie Pompe Mount Everest som tredje svensk kvinna, från nordsidan med hjälp av syrgas. Robin Trygg klättrade berget från sydsidan.
Den 19 maj 2012 besteg Lars Sandelius och Petter Hidén-Rudander toppen från nordsidan, då 23 år och blev därmed den hittills yngste svensk att bestiga Mount Everest.
Den 23 maj[när?] besteg Torbjörn Hällström toppen, han var då den äldste svensk som bestigit berget. Han nådde toppen mitt i natten klockan 03.00.
Maria Granberg blev den 24 maj 2016 den fjärde svenska kvinnan att bestiga berget. Hon var andra svenska kvinna att bestiga berget från nordsidan, med syrgas.
Den 16 maj 09:45 2018 besteg Björn Lindwall, 56 år och 97 dagar, bergets topp från nordsidan och är den äldste svensk som nått toppen. Bestigningen tog 38 timmar från North Col till toppen och tillbaka. Syrgas användes från 7500m. Insatsen finns registrerad i Himalayan Database av personal i Kathmandu.
Den 18 maj 08.30 2018 besteg Per Sunnemark Mount Everest från sydsidan (Himalayan Database).
Den 12 maj 2022 besteg Anna-Charlotta Persson, Öregrund, Mount Everest.
Den 13 maj 2022 kl. 06:45 besteg Richard Ramberg, 34 år, Stockholm, Mount Everest via South Route. Richard Ramberg inträdde i nationalparken (Sagarmatha National Park) den 11 april 2022 kl. 09:00 och besteg alltså Mount Everest på mindre än 33 dagar (32 dagar 21 timmar och 15 minuter), vilket vid tidpunkten för bestigningen blev ett svenskt rekord. Bestigningen och rekordet har personligen kontrollerats av Billi Bierling från Himalayan Database. Richard Ramberg blev även den femte Typ 1-diabetikern i världen att bestiga Mount Everest, efter Josu Feijoo (2006, från Spanien), Will Cross (2006, från USA), Sebastian Sasseville (2008, från Kanada) och Taylor Adams (2019, från USA).
Den 15 maj 2022 06.00 besteg David Klint, Lidingö, Mount Everest. Bestigningen gjordes via South Route. David Klint besteg Mount Everest en andra gång den 19 maj 2025 04.10, South Route. Den 20 maj 2025 12.40 besteg han Lhotse.
Den 19 maj 2025 03.30 besteg Jonas Parandian, Mount Everest.

## Kommentarnoter
1. ↑  Toppens position av Mount Everest på den internationella gränsen syns tydligt på detaljerade topografiska kartor, inklusive den officiella nepalesiska kartläggningen.
2. 1 2  Ett bergs fot är ett problematiskt begrepp, då det kan definieras på olika sätt. För ett berg som reser sig upp ur en relativt platt terräng, som exempelvis Mauna Kea, Denali eller Kilimanjaro, är höjden över bergets fot ungefär lika med de flesta definitioner. För Mount Everest är det dock mer komplicerat då berget reser sig upp ur en relativt platt terräng endast på nordsidan (Tibetanska högplatån) och "höjden över bergets fot" därmed framförallt avgörs av vilken definition man använder. Överlag är jämförelser mellan bergs höjd över "foten" något tvivelaktiga.
3. ↑  | ” | I was taught by my respected chief and predecessor, Colonel Sir George Everest to assign to every geographical object its true local or native appellation. But here is a mountain, most probably the highest in the world, without any local name that we can discover, whose native appellation, if it has any, will not very likely be ascertained before we are allowed to penetrate into Nepal. In the meantime the privilege as well as the duty devolves on me to assign…a name whereby it may be known among citizens and geographers and become a household word among civilized nations. | „ |
4. ↑  Ett exempel på svenska är Nordisk familjeboks artikel om Gaurisankar.